# Bruno Custos
Bruno Custos est un footballeur français né le 29 avril 1977 à Aubervilliers (Seine-Saint-Denis). Il est défenseur.
Bruno Custos a joué 73 matchs en deuxième division allemande avec le club d'Unterhaching.

## Carrière
- JS Les Abymes (Guadeloupe)  France
- ????-1999 : FC Metz  France
- 1999-2000 : Angoulême CFC  France
- 2000-2001 : CO Saint-Dizier  France
- 2001-2003 : Siegen  Allemagne
- 2003-2008 : Unterhaching  Allemagne
- 2008-2009 : Fortuna Düsseldorf  Allemagne
- 2010 : AFC Compiègne  France[1]